# Artemisia borealis
Artemisia borealis — вид трав'янистих рослин родини айстрові (Asteraceae), поширений на півночі Північної Америки та Євразії. Етимологія:  лат. borealis — «північний».

## Опис
Багаторічник, (6)8–20(40) см, утворює пучки, м'яко ароматний, має стрижневу кореневу систему, зі стеблекоренем. Стебел (1)2–5, сіро-зелені, вкриті волосками. Листки стійкі, базальні розетки стійкі, від сіро-зелених до білих; пластини яйцеподібні, 2–4 × 0.5–1 см, складаються з 2–3 часточок, які лінійні до вузько-довгастих, верхівки гострі. Пелюстки жовто-оранжеві або глибоко червоні, 2.2–3.5. Плоди довгасто-ланцетні, дещо стислі, 0.4–1 мм, слабожильні, голі. 

## Поширення
Північна Америка: Ґренландія, Канада, США; Азія: Сибір, Далекий Схід; Європа: Росія, Австрія, Франція, Швейцарія, Італія. Населяє відкриті луки, як правило, на дренованих ґрунтах, річкові тераси, тундру; 0–3500 м.

## Галерея

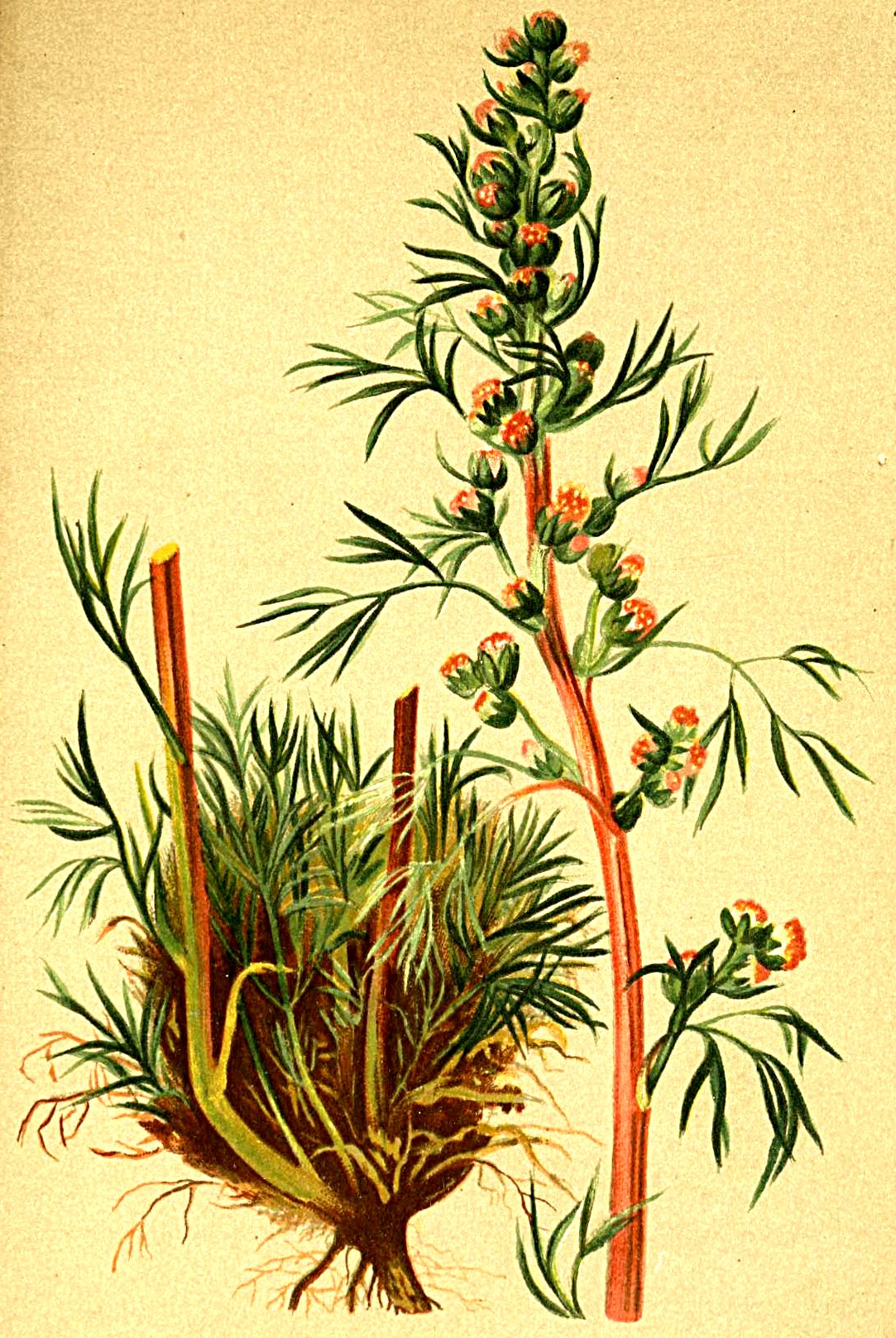
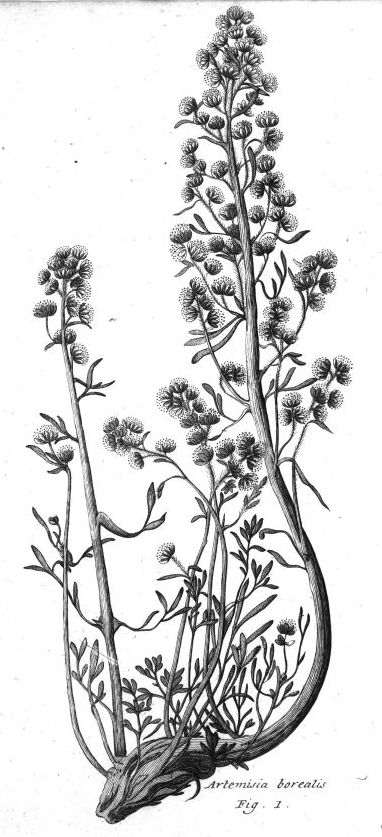